# Hatley (municipalité de canton)
Pour les articles homonymes, voir Hatley.
Ne doit pas être confondu avec la municipalité de Hatley.
Hatley est une municipalité de canton dans Memphrémagog, en Estrie, au Québec (Canada).

## Géographie
La municipalité est située en milieu rural en périphérie de la ville de Sherbrooke et du village de North Hatley.

## Toponymie
« Institué en 1803, le canton de Hatley, peuplé à compter de 1795, a donné naissance à plusieurs entités administratives au fil des ans. En 1845, la municipalité du canton de Hatley obtenait ses lettres patentes, mais était abolie en 1847 et rattachée à la municipalité du comté de Stanstead. Elle devait être rétablie dans sa forme actuelle en 1855. Tour à tour en seront détachées North Hatley en 1897, Sainte-Catherine-de-Hatley en 1901, Ayer's Cliff en 1909, la municipalité du village de Hatley en 1912 et Hatley-Partie-Ouest en 1917 ».

## Démographie
| 1996  | 2001  | 2006  | 2011  | 2016  |
| ----- | ----- | ----- | ----- | ----- |
| 1 443 | 1 491 | 1 786 | 2 003 | 2 106 |

## Administration
Les élections municipales se font en bloc pour le maire et les six conseillers.
| Hatley (municipalité de canton) Maires depuis 2001                                                                   |                  |         |          |
| Élection | Maire            | Qualité | Résultat |
| 2001 | Pierre-A. Levac  |         | Voir     |
| 2005 | Pierre-A. Levac  | Voir    |          |
| 2009 | Pierre-A. Levac  | Voir    |          |
| 2013 | Martin Primeau   |         | Voir     |
| 2017 | Martin Primeau   | Voir    |          |
| 2021 | Vincent Fontaine |         | Voir     |
| Élection partielle en italique Depuis 2005, les élections sont simultanées dans toutes les municipalités québécoises |                  |         |          |

## Hameau
- Albert Mines[4]